# Москера, Йерсон
Йерсон Москера Вальделамар (исп. Yerson Mosquera Valdelamar; род. 2 мая 2001, Апартадо, Антьокия) — колумбийский футболист, защитник клуба «Вулверхэмптон Уондерерс» и сборной Колумбии.

## Клубная карьера
Москера — воспитанник клуба «Атлетико Насьональ». 1 ноября 2020 года в матче против «Мильонариос» он дебютировал в Кубке Мустанга. 12 ноября в поединке против «Альянса Петролера» Йерсон забил свой первый гол за «Атлетико Насьональ».
17 июня 2021 года Москера перешёл в английский «Вулверхэмптон Уондерерс», подписав контракт на пять лет. 22 сентября в поединке Кубка Английской лиги против «Тоттенхэм Хотспур» Йерсон забил свой первый гол за «Вулверхэмптон Уондерерс».
2 февраля 2023 года Москера перешёл в клуб MLS «Цинциннати» на правах аренды до конца июня с опцией продления до конца года. В высшей лиге США он дебютировал 25 февраля в матче стартового тура сезона 2023 против «Хьюстон Динамо». 1 апреля в матче против «Интер Майами» он забил свой первый гол за «оранжево-синих».
23 января 2024 года Йерссон Москера отправился в аренду в испанский «Вильярреал» до конца сезона.